# Estación de Carrazedo
La Estación Ferroviaria de Carrazedo es una plataforma desactivada de la Línea del Corgo, que servía a la localidad de Carrazedo, en el Distrito de Vila Real, en Portugal.

## Historia
El tramo entre las Estaciones de Régua y Vila Real fue inaugurado el 12 de mayo de 1906.
Este tramo fue desactivado para obras el 25 de marzo de 2009, siendo definitivamente cerrado por la Red Ferroviaria Nacional en julio de 2010.